# Homalosilpha decorata
Homalosilpha decorata är en kackerlacksart som först beskrevs av Jean Guillaume Audinet Serville 1839.  Homalosilpha decorata ingår i släktet Homalosilpha och familjen storkackerlackor. Inga underarter finns listade i Catalogue of Life.